# Articulation atlanto-occipitale
L'articulation atlanto-occipitale (ou articulation occipito-atloïdienne) est l'articulation entre la tête et le cou.

## Structure

### Surfaces articulaires
C'est une double articulation synoviale mettant en relation les condyles de l'atlas et de l'os occipital.
Les surfaces concaves des condyles se situent sur l'atlas : les cavités glénoïdales ou glénoïdes situées sur la face supérieure des masses latérales de cet os.
Les surfaces convexes se situent sur la face inférieure la partie latérale de l'os occipital de chaque côté du foramen magnum.

### Ligaments
L'articulation possède deux capsules articulaires fines et lâches renforcées en dehors et en arrière par les ligaments atlanto-occipitaux latéraux.
Deux membranes unissent les deux os :
- la membrane atlanto-occipitale postérieure entre l'arc postérieur de l'atlas et le bord postérieur du foramen magnum ;
- la membrane atlanto-occipitale antérieure entre l'arc antérieur de l'atlas et le bord antérieur du foramen magnum renforcée par le ligament atlanto-occipital antérieur.

Dans la littérature, l'ensemble de ces deux membranes peut être nommé grand ligament circulaire occipito-atloïdien.

## Mobilité
Les mouvements autorisés dans cette articulation sont :
- la flexion et l'extension autour de l'axe médio-latéral, qui donnent lieu au hochement de tête vers l'avant et vers l'arrière.
- un léger mouvement de flexion latérale d'un côté ou de l'autre autour de l'axe antéro-postérieur.

La flexion est produite principalement par l'action bilatérale :
- des muscles longs de la tête ;
- des muscles droits antérieurs de la tête.

L'extension est prise en charge par l'action bilatérale :
- les muscles grands droits postérieur de la tête ;
- les muscles petits droits postérieur de la tête ;
- les muscles obliques supérieurs de la tête ;
- les muscles semi-épineux de la tête ;
- les muscles splénius de la tête ;
- les muscles sterno-cléido-mastoïdiens ;
- les fibres supérieures des muscles trapèzes.

La flexion latérale est assurée par l'action unilatérale des muscles droits latéraux de la tête assistés par les muscles trapèze, splénius de la tête, semi-épineux de la tête et sterno-cléido-mastoïdien.

## Aspect clinique

### Luxation
L'articulation atlanto-occipitale peut être luxée, en particulier lors d'accidents violents tels que les collisions routières. Cela peut être diagnostiqué à l'aide de la tomodensitométrie ou l'imagerie par résonance magnétique de la tête et du cou.
La chirurgie peut être utilisée pour réparer l'articulation et toutes fractures osseuses associée.
Les mouvements du cou peuvent être réduits longtemps après ce type de traumatisme et peuvent également entraîner une hyperlaxité en particulier si la traction a été utilisée lors du traitement.

## Galerie

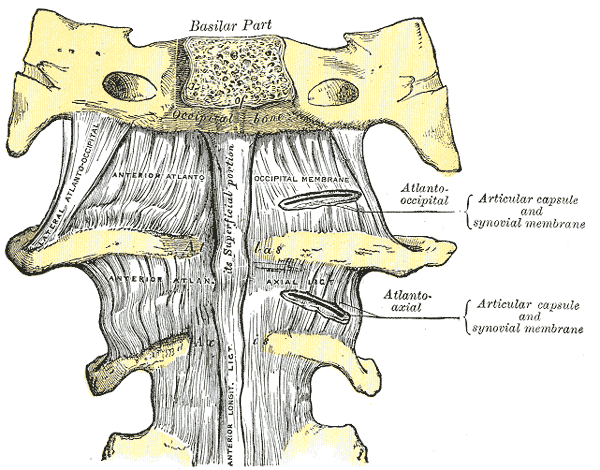
L'articulation atlanto-occipitale (vue antérieure).
L'atlas.
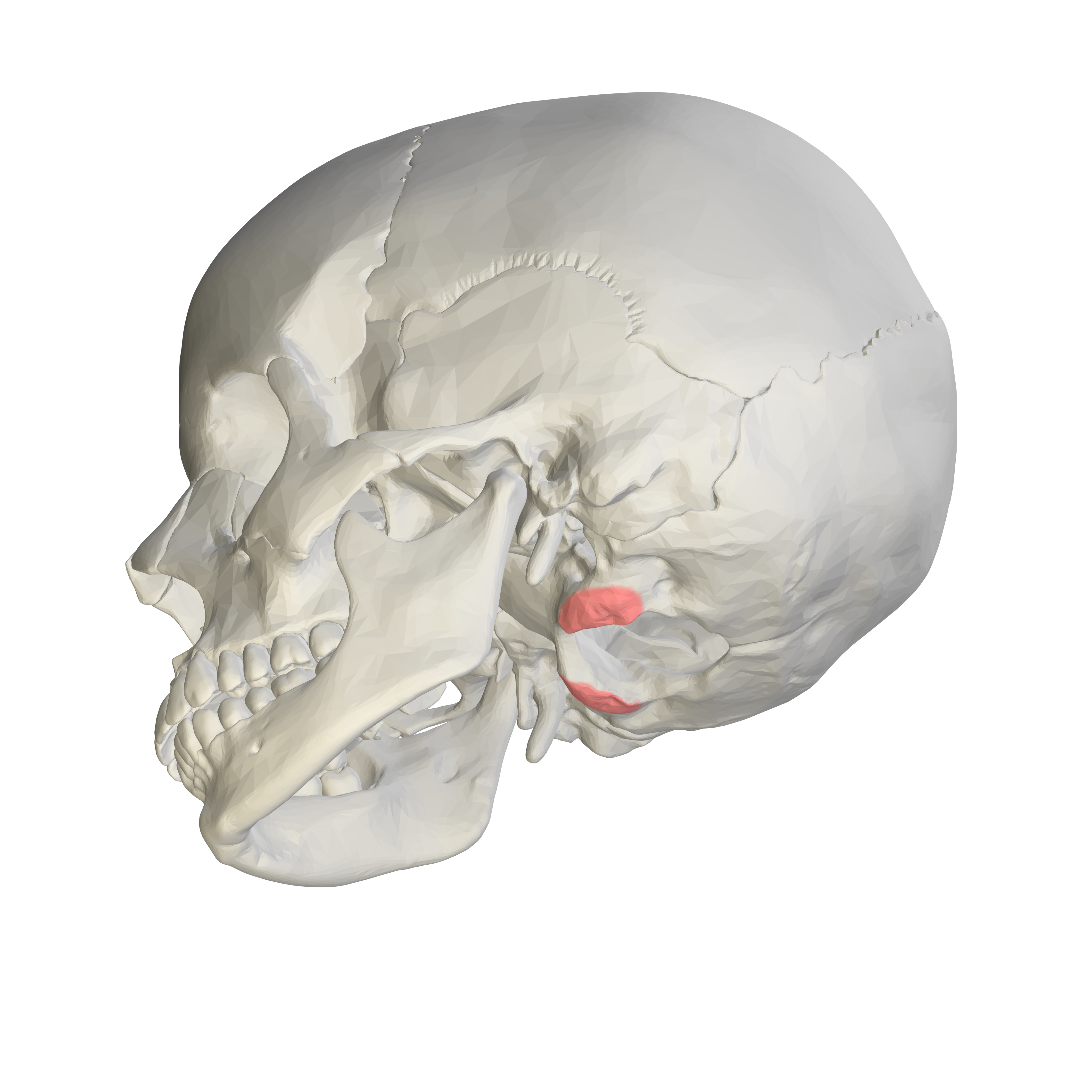
Les condyles occipitaux.
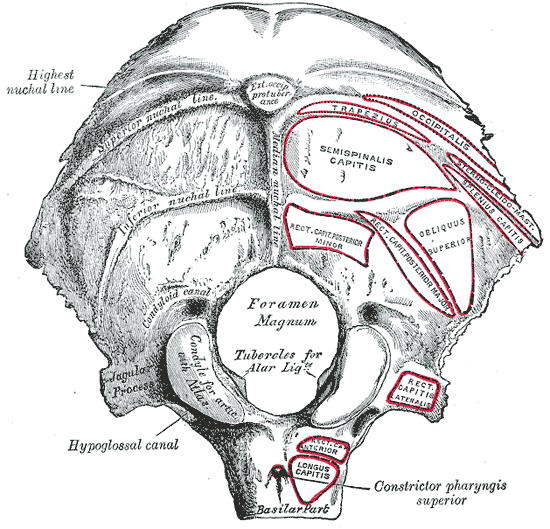
Os occipital. Surface extérieure.